# Phrurodesmus gracilipes
Phrurodesmus gracilipes är en mångfotingart som beskrevs av Masatoshi Takakuwa 1943. Phrurodesmus gracilipes ingår i släktet Phrurodesmus och familjen Xystodesmidae. Inga underarter finns listade i Catalogue of Life.